# Ischaemum bolei
Ischaemum bolei là một loài thực vật có hoa trong họ Hòa thảo. Loài này được Almeida mô tả khoa học đầu tiên năm 1972.